# Петіт Арвін
Петіт Арвін — це сорт білого винограду, висаджений у регіоні Вале, Швейцарія. Загальна кількість насаджень швейцарських сортів у 2009 році становило 154 гектари (380 акрів).
Ампелографи виявили, що воно виникло в регіоні Вале у Швейцарії і вирощувалося з 1602 р.
Позначення: AOC Valais
Петіт Арвін має репутацію висококласного сорту винограду і вважається найкращим виноградом білого вина Вале. Його вина багаті на аромат і є як сухі, середньосухі та солодкі вина. Це фактурне вино містить велику кількість екстракту з його товстошкірих ягід.
Є обличчям вин із Вале.
Ось на що можна очікувати від Петіт Арвін.
Смак: ароматний і фруктовий.
Фрукти: ноти грейпфрута і лайма.
Кислотність: Підвищена кислотність.
Танін: Гіркота майже відсутні.
«Винороби оцінюють його так високо, що присвятили йому ціле село». Усе про Швейцарію — Офіційний вебсайт швейцарського туризму.
Загалом, вина, виготовлені з цього сорту, є дуже високої якості.
Походить від латинської, назва вказує, що виноградна лоза походить із долини Савоярд-Арве у Вале.

## Харчове поєднання
Петіт Арвін можна подавати з типовими швейцарськими стравами. Морепродукти, такі як омари, устриці та суші, також добре підходять для поєднання.